# شمال اروپا

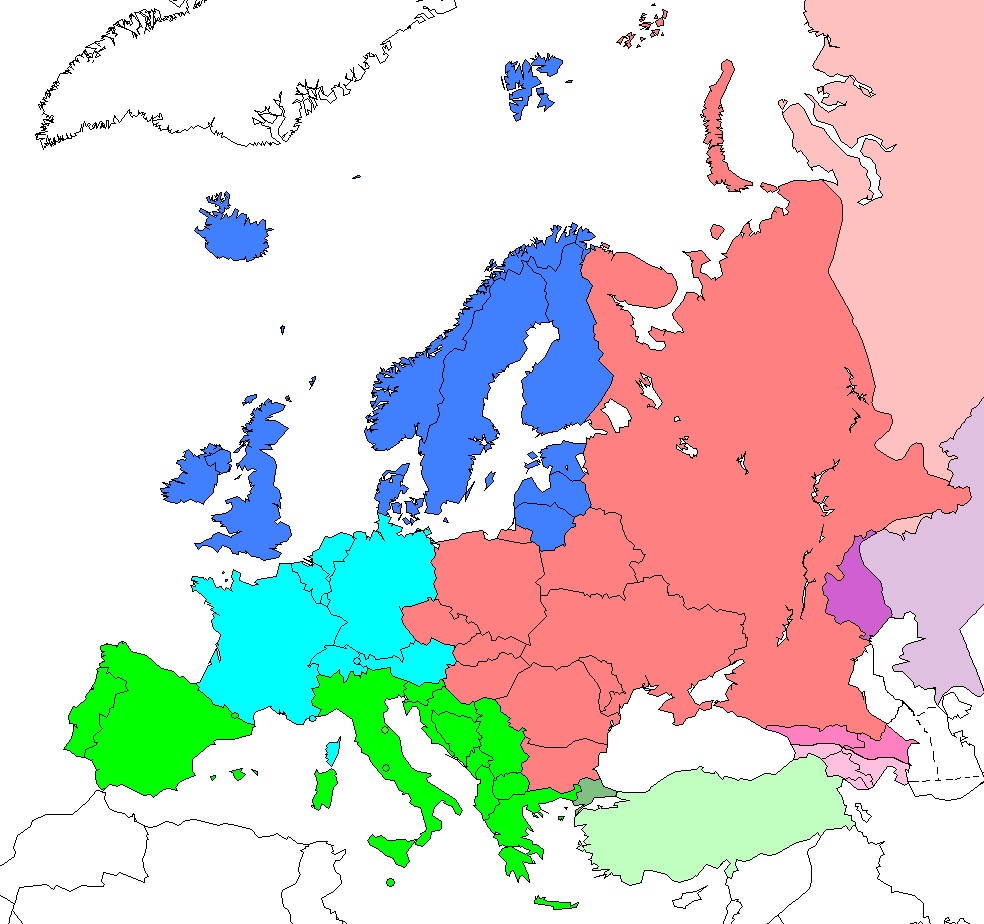
اروپای شمالی مشخص شده توسط سازمان ملل
(رنگ آبی):
اروپای شمالی
اروپای غربی
اروپای شرقی
اروپای جنوبی

شمال اروپا واژه‌ای مرتبط با قسمت شمالی قارهٔ اروپا است. مرزهای دقیق آن هنوز مبهم و نامعین هستند و به طرق گوناگون بیان شده‌اند.

## کشورها

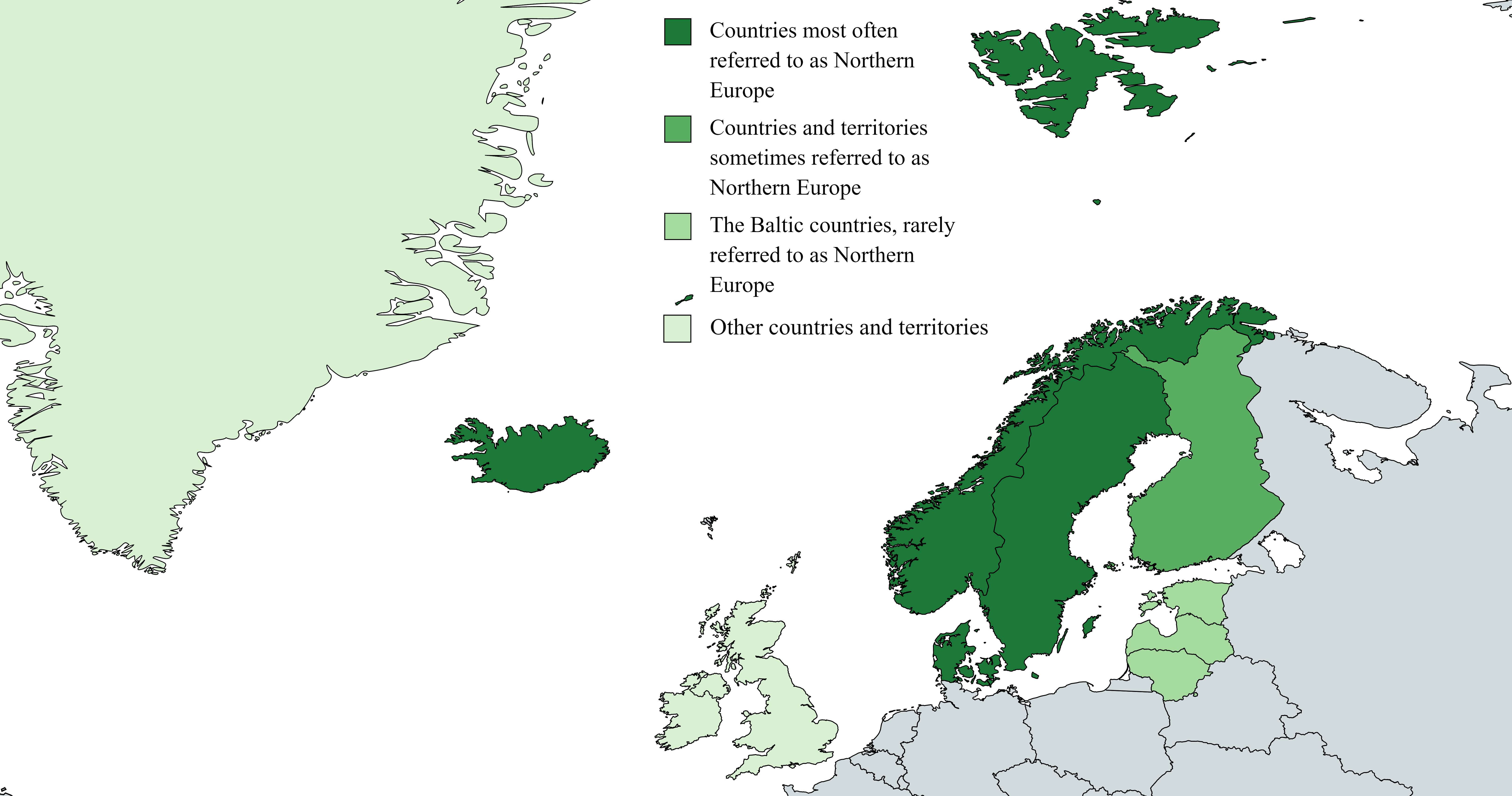
تعریف‌های متفاوت از مرزهای شمال اروپا

کشورهایی که سازمان ملل آنها را به‌عنوان اروپای شمالی مشخص کرده‌است:
- استونی
- ایسلند
- ایرلند
- بریتانیا
  -  جزیره من (بریتانیا)
  - جزایر مانش:  گرنزی و  جرزی (بریتانیا)
- دانمارک
  -  جزایر فارو (دانمارک)
- سوئد
- فنلاند
  -  جزایر الند (فنلاند)
- لتونی
- لیتوانی
- نروژ
  -  سوالبار و یان ماین (نروژ)

## نگارخانه

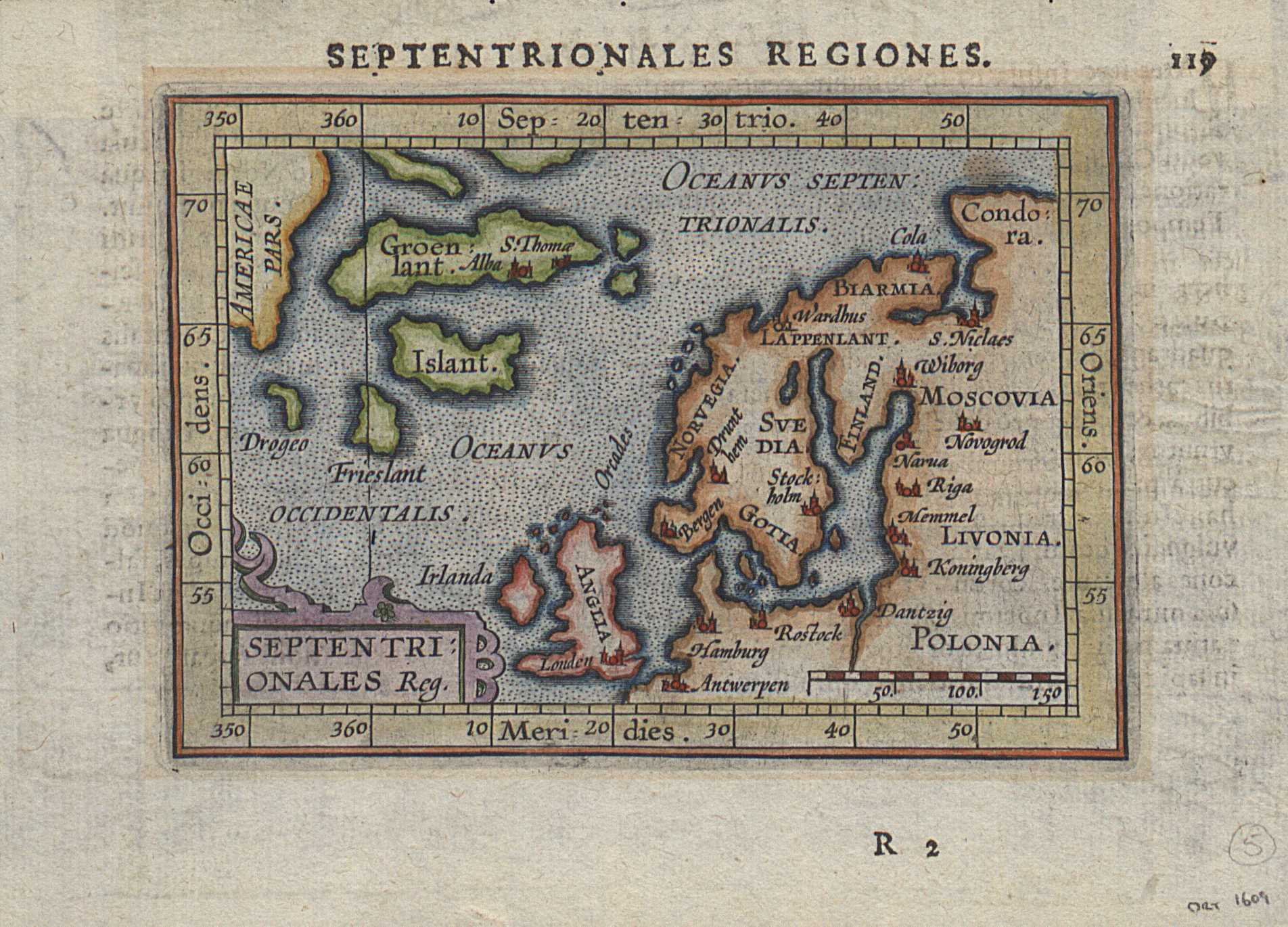
نقشهٔ آلمانی اروپای شمالی (چاپ سال ۱۶۰۱)
پرچم صلیب شمالیدر کشورهای شمال اروپا
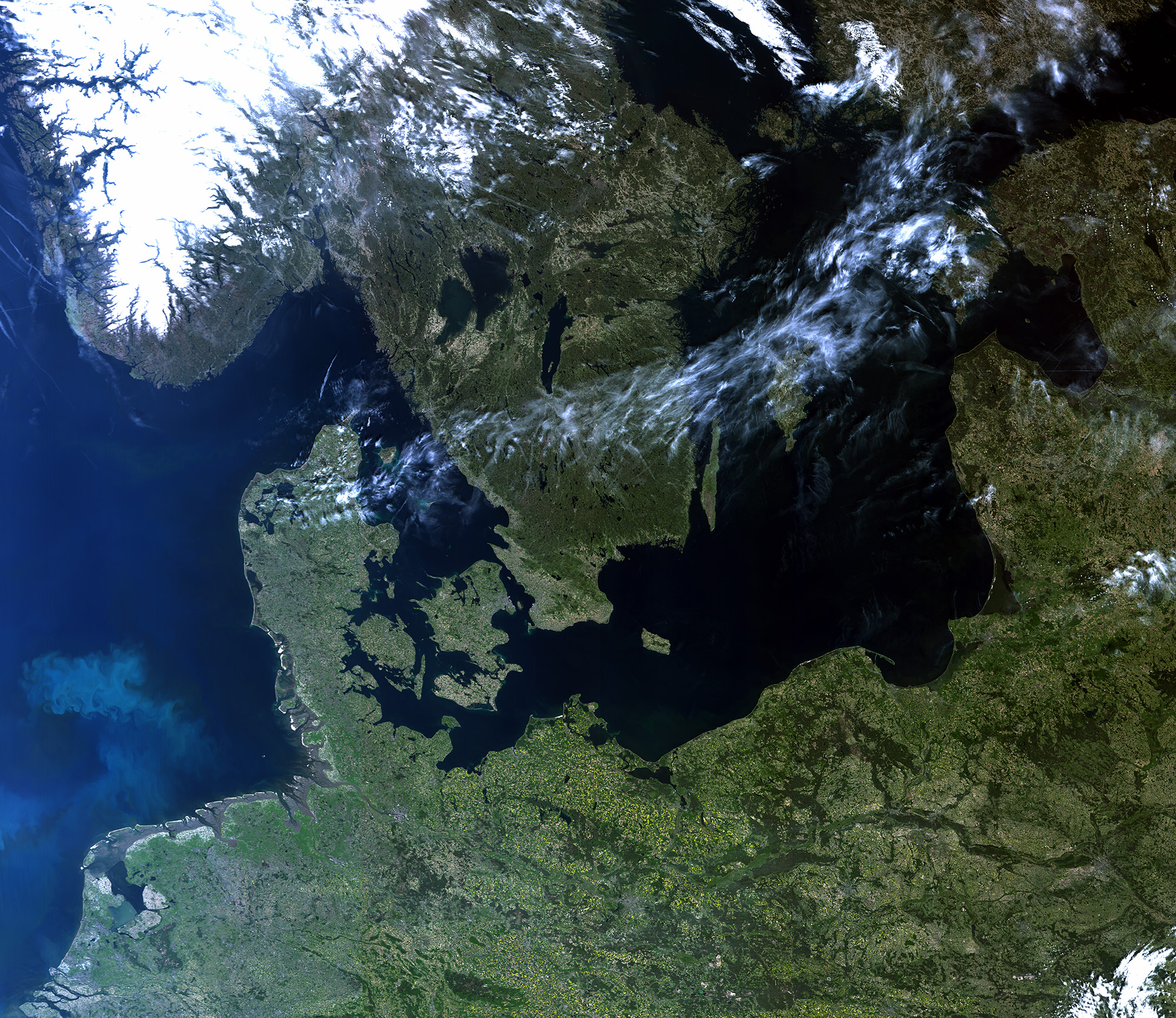
تصویربرداری ماهواره‌ای از شمال اروپا
طبقه‌بندی اقلیمی کوپن از شمال اروپا